# Krilons resa
Krilons resa är en roman av Eyvind Johnson utgiven 1942.
Det är den andra delen i trilogin Krilon som i allegorisk form skildrar andra världskrigets återverkningar på en liten grupp samtalande stockholmare.